# 永川警察署
永川警察署（ヨンチョンけいさつしょ）は、慶北地方警察庁所管の警察署である。

## 管轄区域
- 永川市

## 沿革
- 1912年 - 開署
- 1945年10月21日 - 国立警察に引き継がれる
- 1991年9月6日 - 現在の庁舎に移転

## 組織
- 警務課
- 生活安全課
- 捜査課
- 警備交通課
- 情報保安課

## 管轄派出所
- 駅前派出所
- 中央派出所
- 東部派出所
- 古鏡派出所
- 琴湖派出所
- 大昌派出所
- 北安派出所
- 新寧派出所
- 臨皐派出所
- 華南派出所
- 花山派出所